# Promień deformacji Rossby’ego
Promień deformacji Rossby’ego – w dynamice atmosfery i oceanu, skala długości, w której efekty wywołane obrotem Ziemi (siłą Coriolisa)  są porównywalne z efektami sił wyporu lub fal grawitacyjnych wywołanych poziomym gradientem ciśnienia.

## Wprowadzenie
Wyobraźmy sobie przepływ powietrza w atmosferze pomiędzy dwoma obszarami, w których istnieje różnica ciśnienia.
Gdyby przepływ powietrza w atmosferze odbywał się w układzie inercjalnym, na poruszające się powietrze będzie działała tylko siła w kierunku zgodnym z gradientem ciśnienia, w wyniku tego wiatr będzie wiał od wysokiego do niskiego ciśnienia. Jednak na Ziemi, która się obraca dla obserwatora spoczywającego względem Ziemi, na przepływające powietrze działa siła prostopadła do kierunku jego przepływu, przepływ jest deformowany w taki sposób, że dla pewnych wartości parametrów wieje równolegle do izobar, czyli prostopadle do gradientu ciśnienia. Następuje równowaga geostroficzna pomiędzy siłą Coriolisa a horyzontalnym gradientem ciśnienia. Odległość (skala długości), na której odbywa się to dopasowanie geostroficzne, opisywana jest promieniem Rossby’ego. Problem ten został początkowo opisany przez Carla-Gustafa Rossby’ego.

## Oceanografia
W oceanach w tzw. przepływach barotropowych (w przepływie barotropowym szybkość i kierunek przepływu wody w całej kolumnie jest identyczna od dna do powierzchni oceanu)
{\displaystyle R_{E}\equiv {\frac {(gH)^{1/2}}{f}},}
gdzie:
{\displaystyle g} – przyspieszenie grawitacyjne,
{\displaystyle H} – wysokość oceanu,
{\displaystyle f} – siła Coriolisa.
W oceanicznym przepływie baroklinowym (takim w którym prędkość i kierunek przepływu wody w kolumnie oceanicznej jest zmienna z wysokością) definiuje się wewnętrzny promień deformacji Rossby’ego
{\displaystyle R_{I}\equiv {\frac {NH_{S}}{f}},}
gdzie:
{\displaystyle N} – częstotliwość Brunta-Vaisali,
{\displaystyle H_{S}} – wewnętrzna skala wysokości charakteryzująca przepływ.
W przepływie baroklinowym istnieje mod barotropowy, w którym prędkości mają ten sam kierunek na wszystkich głębokościach. Dla tego modu promień deformacji Rossby’ego jest opisywany poprzednim wzorem.
Promień Rossby’ego powiązany jest z bezwymiarowym parametrem liczba Rossby'ego. Oba zostały nazwane na cześć Carla-Gustava Rossby'ego.